# Ectoedemia glycystrota
Ectoedemia glycystrota là một loài bướm đêm thuộc họ Nepticulidae. Nó được miêu tả bởi Edward Meyrick năm 1928. Nó được tìm thấy ở Bombay, Ấn Độ.